# Miklós Gimes (Journalist)
Miklós Gimes (geboren 1950 in Budapest) ist ein Schweizer Zeitungsjournalist und Dokumentarfilmer.

## Leben
Miklós Gimes ist ein Sohn des ungarischen Politikers Miklós Gimes, der nach der Niederschlagung des Ungarischen Volksaufstandes 1956 im Jahr 1958 hingerichtet wurde. Gimes gelang 1956 mit seiner Mutter Luci (1921–2008) und der Familie einer Tante die Flucht in die Schweiz.
Gimes studierte Nationalökonomie an der Universität Zürich und arbeitet seit 1985 beim Tages-Anzeiger. Ab 1990 war er Redaktor beim Magazin des Tages-Anzeigers, 1994 bis 1997 war er stellvertretender Chefredaktor. Ab 1997 reduzierte er seine Arbeit bei der Zeitung, um sich vermehrt dem Film zuzuwenden. Gimes erhielt im Jahr 2000 den Zürcher Journalistenpreis. Für das Schweizer Fernsehen drehte er 2002 den Film Mutter über seine Mutter und über seine Großmutter, die ungarische Psychoanalytikerin Lilly Hajdu-Gimes. 2010 folgte ein Dokumentarfilm über den Zeitungskollegen und Betrüger Tom Kummer.

## Werke (Auswahl)
Schriften
- Redaktion: Rekonstruktion: Geschichten und Geschichte im Film. Aufsatzsammlung. Stroemfeld/Roter Stern, Basel 1988.
- Redaktion: Kinos Reden : Aufzeichnungen und Ausführungen. Aufsatzsammlung. Stroemfeld/Roter Stern, Basel 1990.

Film
- Mutter. T&C Film, Schweizer Fernsehen, 95 Minuten, Schweiz 2002.
- Bad Boy Kummer. T&C Film, Columbus Film. 92 Minuten, Schweiz 2010.